# 素菜包
素菜包是廣東、香港、澳門等地常見的飲茶點心及小吃，以北京小棠菜、冬菇及雲耳為餡料的蒸包子。

## 歷史
素菜包又稱菜饅頭，以蒸的方式製成的傳統上海小吃。結合京、蘇、揚三處的風味，口味偏鹹鮮。其中又以上海市春風松月樓素菜館最為知名。

## 製作
內餡以蔬菜、麵筋、冬菇、冬筍、豆乾為主，並視情況調味。外皮則以精白面粉桿成。
烹煮重點為餡料需保持乾燥、有嚼勁、以及先炒後蒸。